# CY Возничего
CY Возничего (лат. CY Aurigae) — одиночная переменная звезда в созвездии Возничего на расстоянии (вычисленном из значения параллакса) приблизительно 20072 световых лет (около 6154 парсеков) от Солнца. Видимая звёздная величина звезды — от +12,32m до +11,42m.

## Характеристики
CY Возничего — жёлтая пульсирующая переменная звезда, классическая цефеида (DCEP) спектрального класса G-F. Эффективная температура — около 6019 К.